# Тармакла
Тармакла — деревня в Муромцевском районе Омской области России. Входит в состав Кондратьевского сельского поселения .

## История
Основана в 1850 г. В 1928 году состояла из 241 хозяйства, основное население — русские. Центр Тармаклинского сельсовета Муромцевского района Тарского округа Сибирского края.

## Население
| 1926 | 2010 |
| ---- | ---- |
| 1323 | ↘206 |